# Engenharia de Infraestrutura Aeronáutica

Engenharia de Infra-Estrutura Aeronáutica é o ramo da engenharia , com base em diversas áreas da física,Computação como a termodinâmica , a mecânica dos fluidos, a eletrônica, a mecânica clássica ,logística,mecânica e outras, lida com o projeto, construção e aplicação de aeronaves, com mestrado e doutorado  na área no Instituto Tecnológico de Aeronáutica 